# 恩慕寺
恩慕寺，位于北京市海淀区颐和园路西侧，是清朝畅春园内的皇家佛寺，与恩佑寺并列。

## 简介
恩慕寺位于北京大学西门外，颐和园路西侧。清朝乾隆四十二年（1777年），乾隆帝之母孝圣皇太后病逝。乾隆帝为圣母皇太后“广资慈福”，在恩佑寺南侧创建恩慕寺。“恩慕寺”一名取自恩佑寺和永慕寺（位于南苑，是康熙帝为母亲礼佛而建）。恩慕寺坐西朝东，院落两进，面临大道（即今颐和园路）。《日下旧闻考》记载，山门额题“敬建恩慕寺”，二层山门额题“慈云广荫”，均为乾隆帝御书。山门内正殿面阔五间，供奉药师佛一尊，左右供奉药师佛108尊。正殿额题“福应天人”，殿内额题“慧雨仁风”，两侧对联是：“慈福遍人天，祥开佛日；圣思留法宝，妙现心灯。”均为乾隆帝御书。南配殿面阔三间，供奉弥勒佛。北配殿面阔三间，供奉观音，左右分立石幢，石幢中一座刻有全部《药师经》，另一座刻有乾隆帝《御制恩慕寺瞻礼》诗：“尊养畅春历廿冬，欲求温清更何从？天惟高矣地惟厚，慕述祖兮思述宗。”
乾隆四十二年五月（1777年）至乾隆四十四年二月（1779年）清明节，乾隆帝仅在恩慕寺行礼。其后直至嘉庆三年（1798）十月太上皇乾隆帝病重期间，乾隆帝大多是恩慕寺和恩佑寺一并行礼。嘉庆帝曾34次到恩慕寺和恩佑寺行礼拈香。道光三年（1823年）至道光十九年（1839年）每年正月的孝圣宪皇后忌辰，道光帝都到恩慕寺和恩佑寺行礼，共计17次。咸丰七年（1857）之前，咸丰帝共4次到恩慕寺和恩佑寺行礼，咸丰朝最末三年咸丰帝未行礼。
咸丰十年（1860），英法联军火烧三山五园，恩佑寺、恩慕寺也被英法联军焚毁。内务府大臣明善在咸丰十年九月二十九日的奏折中说：“（圆明园）大宫门、大东门，以及大宫门外东西朝房、六部朝房……恩慕寺、恩佑寺、清溪书屋……等处均被焚烧。”
此后，恩佑寺和恩慕寺各仅存一座山门，两座山门南北距离50米，北为恩佑寺山门，南为恩慕寺山门。

## 保护
1981年，“恩慕寺山门”被定为海淀区重点文物保护单位，并于1985年修缮。
2021年8月19日，恩慕寺山门升格为第九批北京市文物保护单位，编号9-18。